# معهد مصر العالي للهندسة والتكنولوجيا
معهد مصر العالي للهندسة والتكنولوجيا (بالإنجليزية: MET)‏ هو معهد عالي خاص يتبع وزارة التعليم العالي المصرية.

## نشأة المعهد
أنشئ معهد مصر العالى للهندسة والتكنولوجيا بالمنصورة في العام 2005 طبقًا للقرار الوزاري رقم ( 1307 ) لسنة 2005 والمعدل برقم (504) لسنة 2006 بهدف إعداد خريجين متميزين ومتخصصين للعمل في مجالات الهندسة المدنية وهندسة الاتصالات والحاسبات والهندسة المعمارية وغير مؤهلين للعمل والتعامل مع المتغيرات البيئية وغير قادرين على التعامل مع سوق العمل المفتوح في ظل العولمة وما تتطلبه من قدرات إبداعية خلاقة.

## أقسام المعهد
1. الشعبة العامة[2]
2. الهندسة المدنية[3]
3. الهندسة المعمارية[4]
4. هـندسة الاتصالات[5]
5. هندسة الحاسبات[6]
6. نظم المعلومات الإدارية[6]
7. محاسبة [6]

## نظام الدراسة
مدة الدراسة بالمعهد خمس سنوات جامعية وتنقسم إلى فصلين دراسيين منها سنة إعدادية، ويمنح من يجتازها درجة البكالوريوس في شعبة التخصص، كما يلتزم المعهد بتطبيق الخطط والمناهج الدراسية التي تقرها لجنة القطاع المختصة، وتخضع امتحانات المعهد لإشراف وزارة التعليم العالي.

## شروط القبول
يتم قبول طلاب المعهد عن طريق مكتب تنسيق القبول للجامعات والمعاهد التابع لوزارة التعليم العالي، ويقبل المعهد الطلاب الحاصلين على المؤهلات الآتية:
- شهادة الثانوية العامة - الشعبة الهندسية وما يعادلها من الشهادات المصرية والعربية والأجنبية .
- شهادة الثانوية الأزهرية.
- شهادة دبلوم المدارس الثانوية الصناعية نظام الثلاث والخمس سنوات .
- شهادة دبلوم المعاهد الفنية الصناعية.

كما يقبل المعهد الطلاب الوافدين عن طريق مكتب تنسيق إدارة الوافدين بالوزارة.

## روابط خارجية
- الموقع الرسمي للمعهد.